# Hugues Claude Pissarro
Hugues Claude Pissarro, auch H. Claude Pissarro, Isaac Pomié, Izakku Pomie, Kurōdō Pisaro (* 9. November 1935 in Neuilly-sur-Seine, Frankreich) ist ein französischer Maler des Impressionismus, des Abstrakten und der Avantgarde. Er entstammt der Künstlerfamilie Pissarro.

## Leben
Hugues Claude ist der Sohn des impressionistischen Malers Paul Émile Pissarro. In der vom Großvater Camille Pissarro gegründeten Familientradition nahm ihn sein Vater oft mit auf Malereiausflüge, die er in Begleitung seiner zahlreichen Künstlerfreunde unternahm; eine Gruppe, die sich als prägend für Hugues Claude erwies. Er stellte im Alter von vierzehn Jahren erstmals seine Arbeiten aus. Später studierte er Kunst an den Pariser Hochschulen École du Louvre und École normale supérieure und stellte mehrfach in Paris und London aus. Seine Arbeiten signierte er mit H. Claude Pissarro.
Pissarro arbeitete als Kupferstecher, Lithograph, Verleger, Landschaftsmaler und Porträtist. Vom Weißen Haus erhielt er 1959, den Auftrag ein Porträt des damaligen Präsidenten Dwight D. Eisenhower zu erstellen. Seine Arbeiten waren von der Abstrakten Kunst, der Avantgarde (hier besonders von der Strömung Support/Surface), dem Minimalismus und der Konzeptkunst beeinflusst. Seine Pseudonyme Izakku Pomie und Kurōdō Pisaro sind dieser Zeit zuzurechnen. Seine impressionistischen Werke, die in ihrer Gesamtheit als „Petit Claude“ bezeichnet werden, fanden ab 1985 auf Ausstellungen weltweit Beachtung.
Ab 1989 widmete sich Pissarro unter dem Pseudonym Isaac Pomié (nach dem Mädchennamen seiner Urgroßmutter Rachel Manzano-Pomié) mehr der Zeitgenössischen Kunst; seine Arbeiten dieser Zeit fallen unter die Bezeichnung „Grand Claude“. Für seine zeitgenössischen Werke benutzte er große Leinwände, die zu seinem Markenzeichen wurden. Die Farben trug er direkt aus der Tube auf. Durch das schnelle Auftragen der Farben erreichte er eine dicke, robuste Beschaffenheit seiner Bilder, die er nach dem Trocknen durch Abschaben von Farbe weiter verfeinerte und oftmals auch diesen Prozess wiederholte. Meist ging seinen Gemälden eine kleine Studie in Öl oder Mischtechnik voraus.
Hugues Claude Pissarro lebte einige Zeit in der Normandie. Seit etwa 1990 hat er sich im County Donegal im Norden Irlands niedergelassen, wo er sich von der wilden und weltabgeschiedenen Umgebung seines Hauses inspirieren lässt. Auch die Künstler begünstigende Steuergesetzgebung Irlands war ein entscheidender Faktor für die Wahl des Wohnsitzes.
Seine Ehefrau Katia (geborene Marrek), die er 1958 heiratete, betrieb eine Galerie in Paris. Der Beziehung entsprangen drei Kinder, der Kunsthistoriker Joachim, der Kunsthändler Lionel und die Malerin Lélia. Mit seiner zweiten Frau Corinne Puzenat hatte er zwei Kinder, Issac Ludovic und Rachel Esther.

## Werk (Auswahl)
| | |
| - Terrasse a Monaco - L'Embarcadere - Les Acacias du Lac, 2007 - La Plage d'Houlgate en Auge (Normandie) - Les Petites Fleuristes de la Gare de l'Est (Paris) - Un Dimanche à la Campagne - Trouville - Marseille - La Terrasse, Monte Carlo - L'Autobus à Imperial du Boulevard Malsherbes - Le Port de Dinan - Place Vendome | - Rio Grande (Venise) - Le lac du chateau de flers - Le chateau des seigneurs d'Estaing a Bort-les-Orgues - Le jardin des fumerolles - La Maisonette du Pêcheur, 1988 - La Place du Dauphin - Les deux Fillettes aux arceaux de la Roseraie - Le grand poirier du Grand Sinard - Les vieux pommiers en fleurs - Les Pedouses (La maison du Maire) - Vue des grands boulevards à Paris - Dimanche de Bois |

Einige seiner Werke sind unter anderem im Ashmolean Museum (Oxford, Vereinigtes Königreich) und im Musée Baron Gérard (Bayeux, Frankreich) ausgestellt.

## Veröffentlichungen (Auswahl)
- Isaac Pomié, Kyoichi Tsuzuki: Le Petit Claude. Ausgabe 59 von Art Random. Kyoto Shoin, 1990, ISBN 4-76368-563-5, 48S., in japanischer Sprache
- Isaac Pomié: Cinq scions fruitiers (pictura spectabili). Association Katia Pissarro, Paris 1981, in französischer Sprache
- Isaac Pomié: Chicken speaking about art. Testament. MEdaMOTHI, 1980, 22S., in französischer Sprache

## Auszeichnungen
- Grand Prix des Peinture de Deauville, 1974
- Grand Prix de Printemps des Cannes, 1974
- Medaille d’or, Prize Leonardo da Vinci, 1988